# Yahoo! Music Radio
Yahoo! Music Radio (anteriormente LAUNCHcast) é uma webrádio oferecida pela Yahoo! Music para tocar música baseado em preferências de usuários e suas avaliações. Usuários de contas Yahoo! na língua inglesa podem acessar a centenas de milhares de músicas, buscando por artista, álbum, canção ou gênero musical. O serviço, oferecido pela LAUNCHmedia, também exibe videoclipes e publica reportagens sobre música, e pertence à Yahoo! desde 2001.